# 委內瑞拉擬叉齒毛鼻鯰
委內瑞拉擬叉齒毛鼻鯰，為輻鰭魚綱鯰形目毛鼻鯰科的其中一種，為熱帶魚類，分布於南美洲委內瑞拉奧里諾科河流域，體長可達2.5公分，棲息在底層水域，生活習性不明，是世界最小的鯰魚之一。